# ウエスト・サイド・ストーリー (映画)
『ウエスト・サイド・ストーリー』（West Side Story）は、2021年のアメリカ合衆国のミュージカルロマンスドラマ映画。スティーヴン・スピルバーグが監督、トニー・クシュナーが脚本を務める。ウィリアム・シェイクスピアの戯曲『ロミオとジュリエット』を基に、アーサー・ローレンツ、レナード・バーンスタイン、スティーヴン・ソンドハイムが1957年に発表したブロードウェイ・ミュージカル『ウエスト・サイド物語』の2度目の長編映画である。
本作では、アニータを演じたアリアナ・デボーズが、第79回ゴールデングローブ賞にて助演女優賞、第94回アカデミー賞にて助演女優賞を、それぞれ受賞した。

## キャスト
※括弧内は日本語吹替。
- トニー - アンセル・エルゴート（宮野真守）

リフとジェッツを結成したが、過去に逮捕されたことがあり、現在は釈放の身。バレンティーナの店で働いている。
- マリア - レイチェル・ゼグラー（藤原夏海）

ベルナルドの妹。ダンス会場で出会ったトニーに互いに一目惚れとなる。
- アニータ - アリアナ・デボーズ（田村睦心）

ベルナルドの恋人。ベルナルド、マリアと同居している。仕事は家の中での針仕事。
- ベルナルド - デヴィッド・アルヴァレス（英語版）（諏訪部順一）

シャークスのリーダー。現役のボクシング選手であることから、仲間内で腕っぷしが認められている。
- リフ - マイク・ファイスト（小野賢章）

ジェッツのリーダー。結成時からトニーとの絆は忘れていない。
- チノ - ジョシュ・アンドレス[14]（鍛治本大樹）

ベルナルドがマリアの相手にと紹介した人物。シャークスには参加を希望しているが、経理や加算器の勉強で夜間学校に通っている。
- シュランク警部補 - コリー・ストール（津田英佑）

一帯を取り仕切る警察のトップ。一触即発状態のシャークスとジェッツの関係に頭を悩ませている。
- バレンティーナ - リタ・モレノ（塩田朋子[15]）

プエルトリコ移民。白人であるドクと結婚した。夫が亡くなり、一人で商店を引き継いで経営する老齢の女性。
トニーを雇い、更生の手助けにと考えている。シャークスとジェッツの両方から一目置かれている。
- クラプキ巡査 - ブライアン・ダーシー・ジェームズ（後藤光祐[16]）

一帯の揉め事を苦々しく思っている警官。ジェッツの面々からは完全におちょくられる存在。

### シャークス
- アニバル - デビッド・アビレス・モラレス
- ブラウリオ - セバスティアン・セラ（清水裕亮[17]）
- チャゴ - リカルド・A・ザヤス（横山遵[18]）
- チューチョ - カルロス・E・ゴンザレス
- フラコ - リッキー・ウベダ
- ジョチ - アンドレイ・シャガス
- ジュリート - アドリエル・フレーテ
- ジュニア - ジェイコブ・ガスマン
- マノロ - ケルビン・デルガード
- ピポ - カルロス・サンチェス・ファル
- キケ - ジュリアス・アンソニー・ルビオ（高橋信）
- セバス - ユレル・エシェザレッタ
- ティノ - ダビド・グスマン
- エニーボディズ - エズラ・メナス（山本和臣）

### ジェッツ
- アクション - ショーン・ハリソン・ジョーンズ
- Aラブ - ジェス・レプロット（ケンコー[19]）
- ベイビー・ジョン - パトリック・ヒギンズ（石毛翔弥[20]）
- バルカン - カイル・アレン（早志勇紀）
- ビッグディール - ジョン・マイケル・フィウマラ（金子誠）
- ディーゼル - ケヴィン・チョラク（亀山雄慈[21]）
- アイス - カイル・コフマン（川綱治加来[22]）
- リトル・モリー - ダニエル・パトリック・ラッセル
- マウスピース - ベン・クック（伊瀬結陸）
- ナンバース - ハリソン・コル
- スキンク - ギャレット・ホーイ
- スノーボーイ - マイルズ・エリック（英語版）（清水裕亮[17]）
- タイガー - ジュリアン・エリア

### シャークガールズ
- ロザリア - アナ・イザベル（英語版）（宮本茉奈）
- チャリータ - タナイリーリ・サデ・バスケス（大平あひる）
- クラリー - イェセニア・アヤラ
- コンチ - ガブリエラ・M・ソト
- クーカ - ジュリエット・フェルシアーノ・オーティス
- イリ - ジャネット・デルガード
- アイーサ - マリア・アレクシス・ロドリゲス
- ジャシンタ - エドリーゼ・ローサ・ペレス
- ルース - イルダ・メイソン（池田朋子）
- モンセ - ジェニファー・フロレンティーノ
- ピリ - メロディー・マルティ
- タチ - ギャビー・ディアス
- テレ - イザベラ・ワード

### ジェッツガールズ
- グラツィエラ - パロマ・ガルシア・リー（大地葉）
- ドット - エロイーズ・クロップ
- ガッシー - リー・アン・エスティ
- カレン - ローレン・リー
- マック - ブリタニー・ポラック
- マミー - ケリー・ドロブニック
- マキシー - スカイ・マットックス
- ナタリー - アドリアーナ・ピアス
- ロンダ - ジョナリン・サクサー
- ソレラ - ブリアナ・アブルッツォ
- スウェーデン - ハリ・トーランド
- タット - サラ・エスティ
- テシー - タリア・ライダー
- ヴェルマ - マディー・ジーグラー

## 製作

### 企画
2014年3月にスティーヴン・スピルバーグは初めて『ウエスト・サイド物語』の映画化に関心を持ち、これを受けて20世紀フォックスが映画化の権利を取得した。『ミュンヘン』『リンカーン』を手掛けたトニー・クシュナーは2017年7月に『ウエスト・サイド・ストーリー』の脚本を執筆していることを明かし、ミュージカルナンバーはそのままに、ストーリーは1961年公開の『ウエスト・サイド物語』よりもオリジナル版のものに近くなると語っている。2020年にスピルバーグはヴァニティ・フェアからの取材で「『ウエスト・サイド物語』は我が家が初めて家に取り入れたポピュラー音楽でした。子供のころから大好きな音楽になったのです。」と語っている。

### プリプロダクション
2018年1月、『インディ・ジョーンズと運命のダイヤル』の撮影終了後にスピルバーグが『ウエスト・サイド・ストーリー』の製作に取り掛かることが発表され、数日後にはマリア、トニー、アニタ、ベルナルドの4役のオーディション募集が始まった。4月にニューヨーク、5月にはオーランドで追加のオーディション募集が行われた。
7月に『インディ・ジョーンズと運命のダイヤル』の公開が延期になったため、スピルバーグは本作の製作を開始。
9月にジャスティン・ペックが振付師として製作に参加し、アンセル・エルゴートがトニー役に起用された。11月にエイザ・ゴンザレスがアニタ役の候補として報じられ、1961年版でアニタ役を演じたリタ・モレノがヴァレンティナ役（ドクに相当するキャラクター）を演じることと製作総指揮を務めることが明かされた。2019年1月に新人のレイチェル・ゼグラーがマリア役に起用され、同時にアリアナ・デボーズ、デヴィッド・アルヴァレス、ジョシュ・アンドレスがそれぞれアニタ役、ベルナルド役、チノ役に起用された。3月にはコリー・ストールとブライアン・ダーシー・ジェームズの出演が決まり、4月には「ジェッツ」「シャークス」のチームメンバーの配役が決まった。
なお、アンセル・エルゴートは撮影終了後の2020年6月に過去の性的暴行を告発されている。この件に関して本作で共演したレイチェル・ゼグラーなどの女性俳優にばかりマスコミから質問が集中することについて、レイチェル・ゼグラーは「私は自分とはまったく関係ないだけでなく、その人物と会って一緒に仕事をする5年も前に起きたと言われていることについて世間から説明責任を求められた」「自分で意見を言える大人の男性の行動について、私が答えなくてはならないと考える人がたくさんいることに本質的な違和感を感じた」とコメントしている。

### 撮影
2019年7月からニューヨークのハーレム、フラットランズなどで撮影が始まった。8月にはニュージャージー州パターソンに作られた屋外セットで10日間撮影が行われた。同州ではこの他にニューアークなどのエセックス郡各地で撮影が行われた。9月27日に撮影が終了した。

### 音楽
映画音楽はデヴィッド・ニューマンが手掛け、レナード・バーンスタインのオリジナルスコアにアレンジを加えたものを使用している。オーケストラの指揮はロサンジェルス・フィルハーモニックのグスターボ・ドゥダメル、ボーカルコーチはジーイーン・テオーリが務めている。

## 公開
当初は20世紀スタジオ（2019年にウォルト・ディズニー・カンパニーに買収され20世紀フォックスから社名変更）の配給で2020年12月18日に公開予定だったが、同年9月に新型コロナウイルス感染症の世界的流行を考慮したディズニーの判断により、1961年版『ウエスト・サイド物語』公開60周年に合わせた2021年12月10日に延期された。そのため、作詞のスティーヴン・ソンドハイムは世界公開を待たずその2週間前に他界することになったが、本人はすでに鑑賞しており絶賛していたという。
ウォルト・ディズニー・カンパニーは2021年9月10日に同年公開予定作品のスケジュールを発表し、本作について、公開から45日間は劇場独占とする方針を明らかにした。
日本でも当初は2021年12月10日に公開する予定だったが、同年11月15日に公開日を2022年2月11日に変更することを発表した。この影響で同じく20世紀スタジオ製作で公開日が重複する『ナイル殺人事件』を同年2月25日に、サーチライト・ピクチャーズ製作で同年2月25日に公開予定だった『ナイトメア・アリー』を同年3月25日にそれぞれ変更することも併せて発表した。
アラブ人の同性愛者が登場することなどを理由として、一部の中東諸国において、該当場面の編集を求めたが、ディズニーがその要求を拒否したため、これらの国での上映が中止となった。
2022年2月9日、ウォルト・ディズニー・スタジオは本作を同年3月からディズニー傘下の定額制動画配信サービスにて見放題作品として追加することを発表した。同月3日にアメリカなど、Disney+のサービスを展開しているほとんどの国と地域にて順次配信を開始し、台湾では同月9日、日本では同月30日に配信を開始する。なお、アメリカではディズニーによる21世紀フォックスの買収前にフォックスがHBO（ワーナーメディア）との間でフォックス作品の優先放映契約を結んでいる。このような事情から、同国ではDisney+に加えて、ワーナーメディア系動画配信サービスであるHBO Maxでも見放題作品として追加される。